# Robert Jarvik
Robert Koffler Jarvik, né le 11 mai 1946 à Midland (Michigan) et mort le 26 mai 2025 à New York (État de New York), est un scientifique, chercheur et entrepreneur américain connu pour son rôle dans le développement du cœur artificiel Jarvik-7.

## Biographie

### Jeunesse
Robert Jarvik est né à Midland dans le Michigan et grandit à Stamford (Connecticut). Il est le neveu de Murray Jarvik, un pharmacologue co-inventeur du patch de nicotine,. En 1964, son père subit une opération à cœur ouvert, ce qui développe son intérêt pour le sujet.
Il est diplômé de l'université de Syracuse puis obtient une maîtrise en génie biomédical de l'université de New York.
Il est embauché par Willem Johan Kolff, un médecin-inventeur néerlandais à l'université de l'Utah, qui travaille alors à la production de la première machine de dialyse et sur d'autres organes artificiels dont un cœur. Jarvik obtient son doctorat en médecine en 1976 à l'université de l'Utah. Médecin scientifique, il n'effectue pas de stage ni de résidence et n'obtient ainsi jamais de licence pour pratiquer la médecine,.

### Carrière
Robert Jarvik rejoint le programme des organes artificiels de l'université de l'Utah en 1971, alors dirigé par Willem Johan Kolff, son mentor. À l'époque, le programme utilise un cœur artificiel pneumatique conçu par Clifford Kwan-Gett qui parvient à faire survivre un animal dans le laboratoire pendant 10 jours. Kolff charge Jarvik de concevoir un nouveau cœur qui surmonterait les problèmes du cœur de Kwan-Gett, aboutissant finalement à l'appareil Jarvik-7,.

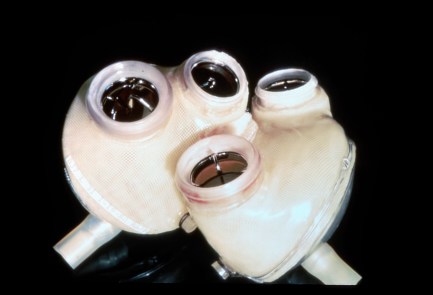
Le cœur artificiel Jarvik-7.

En 1982, l'équipe réalise le deuxième implant cardiaque artificiel jamais créé, 13 ans après le premier de Domingo Liotta et Denton Cooley en 1969,. William DeVries implante le Jarvik-7 sur le dentiste à la retraite Barney Clark à l'Université de l'Utah le 2 décembre 1982. Clark se rend fréquemment à l'hôpital pendant les 112 jours suivants, après quoi il décède. Lors de fréquentes conférences de presse pour mettre à jour l'état du patient, Jarvik, avec DeVries, informe les médias du monde entier de l'état de Clark. 
Les implantations suivantes du cœur Jarvik-7 sont menées par Humana, une grande compagnie d'assurance maladie. Le deuxième patient, William J. Schroeder, survit 620 jours[réf. nécessaire]. En 1983, Jarvik et DeVries reçoivent la Golden Plate Award de l'American Academy of Achievement.
En 2006, Robert Jarvik commence à apparaître dans des publicités télévisées pour le Lipitor, médicament contre le cholestérol de Pfizer. Deux membres du Congrès des États-Unis ouvrent une enquête pour savoir si ses publicités télévisées constituent des conseils médicaux donnés sans autorisation d'exercer la médecine. Plus tard, Jarvik déclare qu'il n'avait pas consommé le médicament avant de devenir porte-parole de l'entreprise. Le 25 février 2008, Pfizer annonce qu'elle cesserait ses publicités avec Jarvik.

### Vie privée
Robert Jarvik a un fils et une fille avec sa première femme, l'écrivain et journaliste de Salt Lake City, Elaine Jarvik,. En 2011, elle et sa fille écrivent la pièce A Man Enters, inspirée par la relation absente de Jarvik avec ses enfants depuis leur divorce.
Robert Jarvik se marie ensuite à la chroniqueuse du magazine Parade Marilyn vos Savant le 23 août 1987.